# Halim Pasja

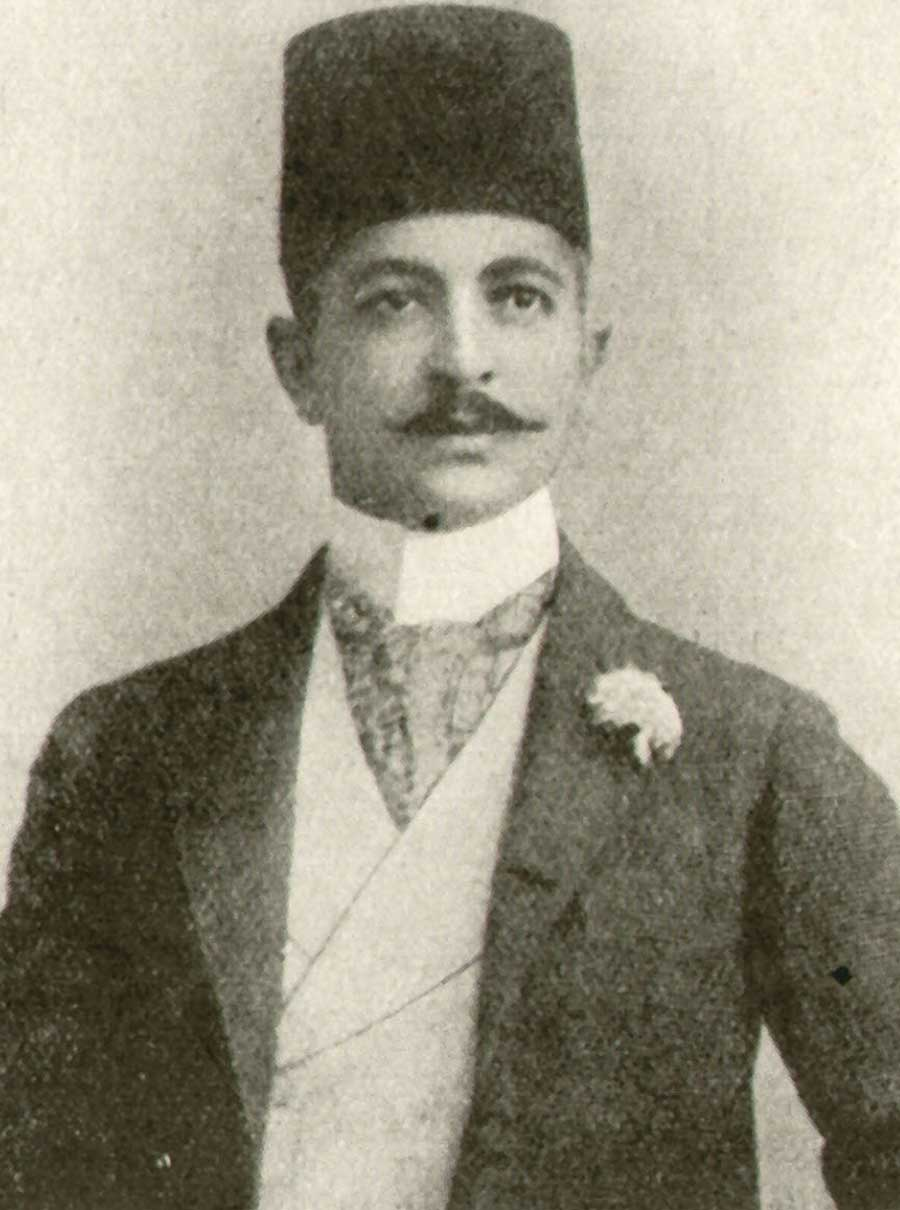
Halim Pasja

Prins Said Halim Pasja (Caïro, 19 februari 1863 - Rome, 6 december 1921) was een Ottomaans (Turks) staatsman. Said Halim was een kleinzoon van de beroemde Egyptische onderkoning Muhammad Ali pasja. Hij volgde een juridische opleiding aan een Zwitserse universiteit. Sedert 1888 was hij lid van de Juridische Staatsraad. 
In 1911 werd Said Halim minister van buitenlandse zaken in het kabinet van grootvizier (premier) Sevket Pasja. Toen deze twee jaar later overleed, werd hij zelf grootvizier. Het kabinet werd echter gedomineerd door het dictatoriale driemanschap Enver Pasja (minister van Oorlog; opperbevelhebber), Talaat Pasja (minister van buitenlandse zaken) en Djemal Pasja (minister van Marine). De macht van Said Halim was dus beperkt. Hoewel niet bijzonder pro-Duits (de meeste Turkse politici en militairen waren pro-Engels), tekende hij in augustus 1914 op aandringen van de minister van Oorlog, generaal Enver Pasja, echter een overeenkomst met de Duitsers om de Zwarte Zee af te sluiten voor de oorlogvoerende landen. (De Duitsers wilden op die manier de Russische marine in de Zwarte Zee lamleggen). Toen de Britse marine twee in Engeland gebouwde Turkse marineschepen in beslag nam zonder het Ottomaanse Rijk een schadevergoeding toe te kennen, verklaarde het Ottomaanse Rijk de Entente-mogendheden de oorlog. 
Onder het grootvizierschap van Halim vond een deel van de Armeense Genocide plaats (1915).
In 1917 werd Halim Pasja als grootvizier vervangen door Talaat Pasja van het driemanschap. Toen in oktober 1918 het Ottomaanse Rijk een wapenstilstand sloot met de Entente, werd Halim Pasja op 30 oktober 1918 verbannen naar Mudros. In 1921 kon hij naar Turkije terugkeren. Tijdens een bezoek aan Rome werd Halim Pasja door de Armeen Arshavir Shiragian doodgeschoten. 
Halim Pasha was ook een schrijver van artikelen en boeken over de islam, de (Turkse) monarchie en het Ottomaanse Rijk. Hij bewoonde prachtige paleizen in Istanboel (aan de Bosporus) en Egypte. (Dit laatste paleis werd na de Turkse oorlogsverklaring aan Groot-Brittannië in 1914 door de Britten in Egypte in beslag genomen).